# Grąblin
Grąblin [pronunciación en polaco: /ˈɡrɔmblin/] es un pueblo ubicado en el distrito administrativo de Gmina Kramsk, dentro del Distrito de Konin, Voivodato de Gran Polonia, en el oeste de Polonia central. Se encuentra aproximadamente a 6 kilómetros al noroeste de Kramsk, a 10 kilómetros al noreste de Konin, y a 99 kilómetros al este de la capital regional Poznań.